# Hanne Van Hessche
Pour les articles homonymes, voir Hessche et Van Hessche.
Hanne Van Hessche, née le 5 juillet 1991 à Renaix (Belgique), est une sauteuse en hauteur belge.

## Championnat de Belgique
| Discipline      | Résultats | Année |
| --------------- | --------- | ----- |
| saut en hauteur |           |       |